# Janik
Janik is een plaats in het Poolse district  Ostrowiecki, woiwodschap Święty Krzyż. De plaats maakt deel uit van de gemeente Kunów en telt 1024 inwoners.

## Voetnoten
1. 1 2  Wg oficjalnego serwisu miasta i gminy Kunów